# Murray Rosenblatt
Murray Rosenblatt (Nova Iorque, 7 de setembro de 1926 – 9 de outubro de 2019) foi um estatístico estadunidense, especialista em análise de séries temporais, que foi professor de matemática da Universidade da Califórnia em San Diego.
 Obteve um Ph.D. na Universidade Cornell, orientado por Mark Kac. Foi membro da Academia Nacional de Ciências dos Estados Unidos.

## Livros
- Rosenblatt, M. Errett Bishop: Reflections on Him and His Researches on Foundations and Function Algebras. American Mathematical Society. ISBN 0-8218-5040-7
- Rosenblatt, M. Gaussian and Non-Gaussian Linear Time Series and Random Fields. Springer Verlag. ISBN 0-387-98917-X.
- Rosenblatt, M. Markov Processes: Structure and Asymptotic Behavior Springer Verlag. ISBN 0-387-05480-4.
- Brillinger D. R., Caines P., Geweke J., Rosenblatt M., Taqqu M. S. New Directions in Time Series Analysis. Springer, ISBN 0-387-97896-8.
- Rosenblatt, M. Random Processes (Graduate Texts in Mathematics) Springer Verlag, ISBN 0-387-90085-3.
- Rosenblatt, M. Stationary Sequences and Random Fields  Birkhauser, ISBN 0-8176-3264-6.
- Grenander Ulf, Rosenblatt M. Statistical Analysis of Stationary Time Series American Mathematical Society, ISBN 0-8284-0320-1.
- Rosenblatt, M. Stochastic Curve Estimation Institute of Mathematical Statistic, ISBN 0-940600-22-6.
- Rosenblatt, M. Studies in Probability Theory Mathematical Association of America, ISBN 0-88385-118-0.